# Ghazaouet
Ghazaouet è un comune dell'Algeria, situato nella provincia di Tlemcen. Confina a nord con il mar Mediterraneo, ad ovest con Souahlia, a sud con Tienet ed ad est con Dar Yaghmouracene.

## Storia
Occupata nel 1844 dai francesi, nel 1846 fu ribattezzata Nemours, in omaggio del generale francese Luigi Carlo Filippo Raffaello d'Orléans, duca di Nemour.

## Monumenti e luoghi d'interesse

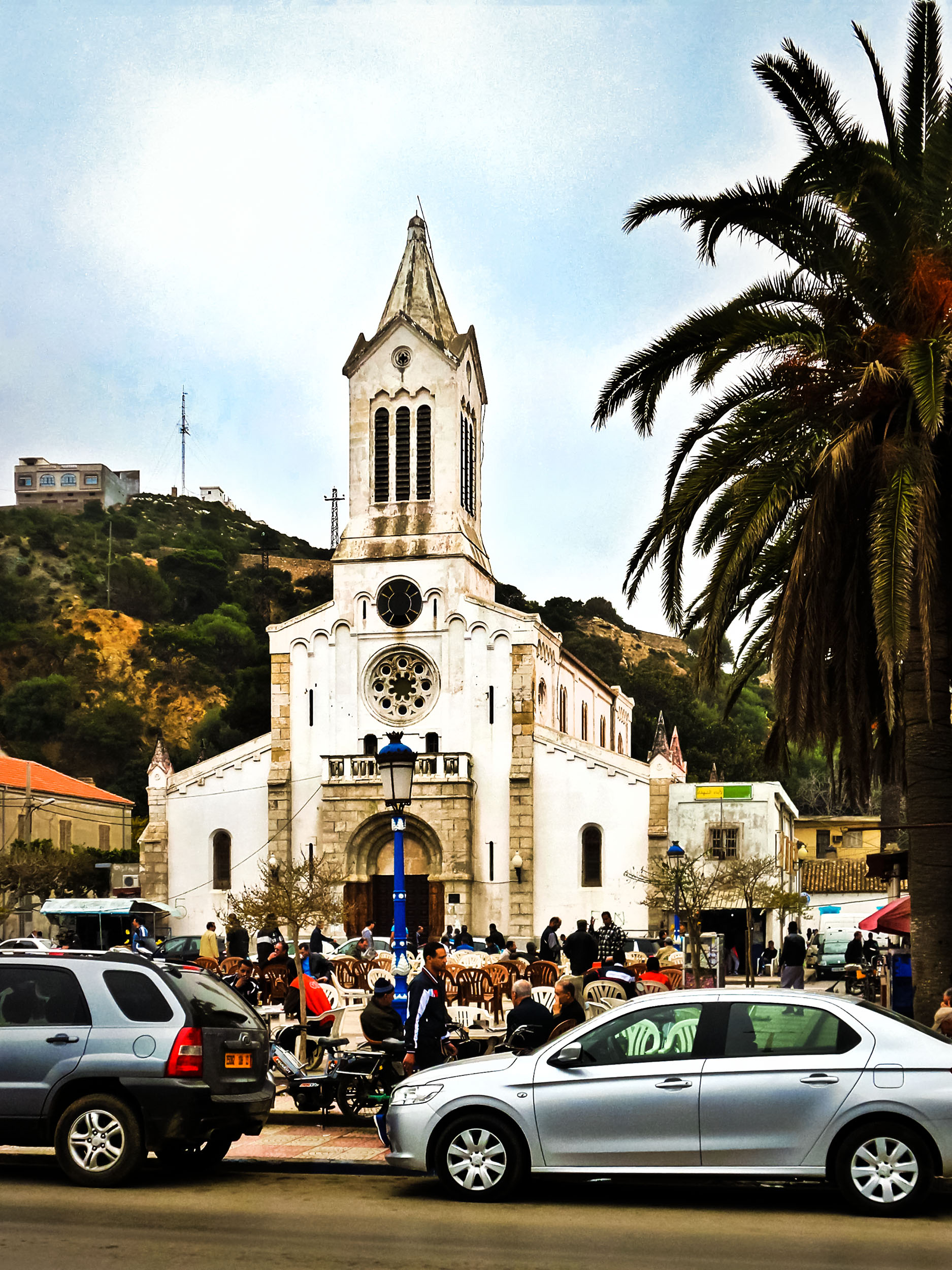
La chiesa

- Chiesa cattolica di Nemour, oggi centro culturale.

## Trasporti ed infrastrutture

### Porto

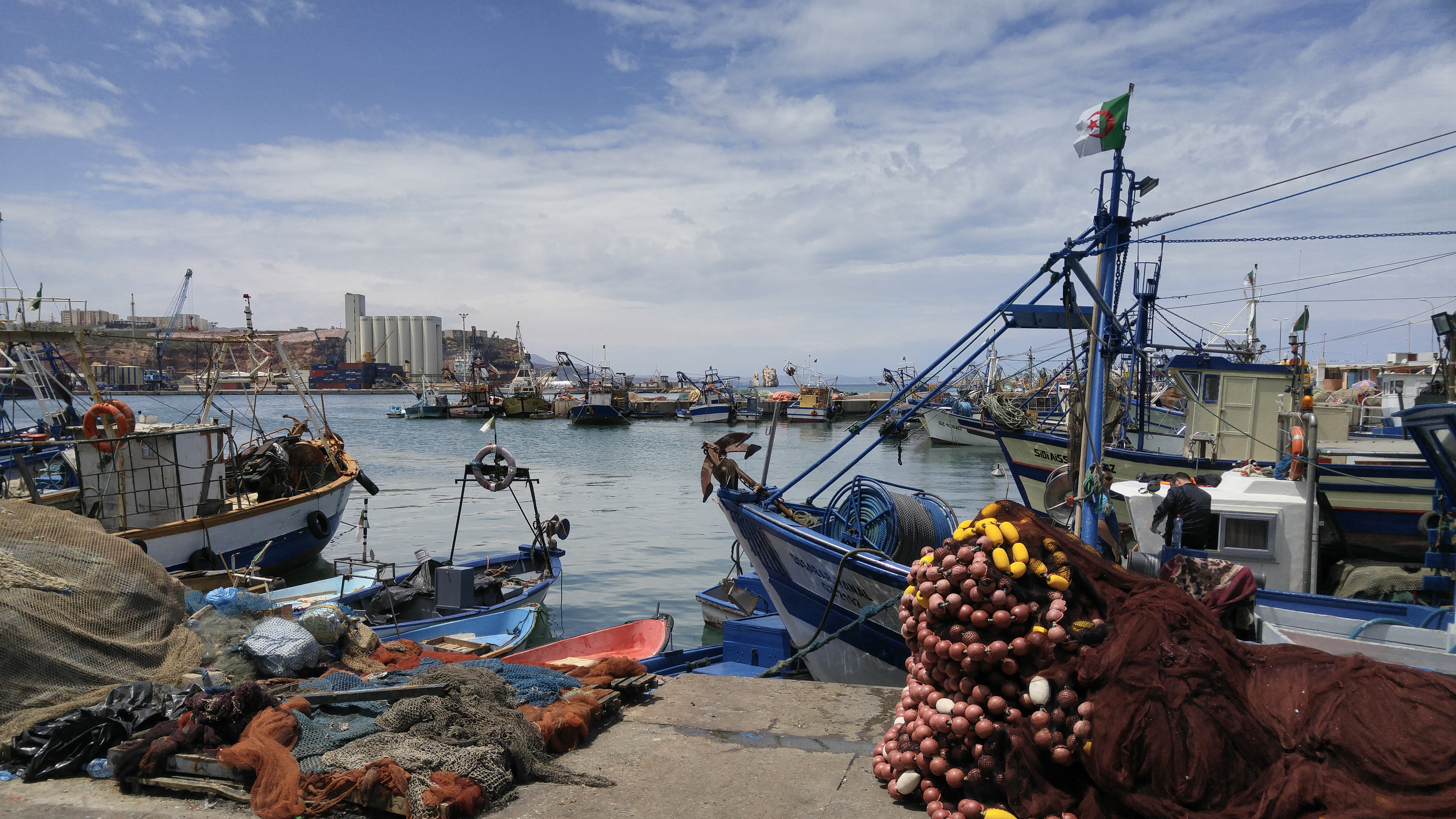
Il porto

La città dispone di un porto, collegato tramite traghetti con la città spagnola di Almeria.

### Strade
Ghazaouet è collegata tramite la N7AA con Souahlia, e tramite la N99 con Nedroma.

## Geografia antropica
Il comune, capoluogo dell'omonimo distretto, è stato istituito nel 1984.
Località del comune sono:
- Ghazaouet
- Mestari
- Dmine
- Bedâa
- Cheraka
- Aïn Kolla
- Krakar
- Djemaa Sekhra Est
- Biayet